# Jesús de Cora y Lira

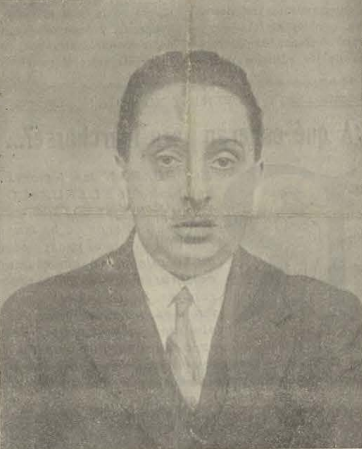
Jesús de Cora y Lira

Jesús de Cora y Lira (Vivero, 1890 - Ib., 1969) fue un jurista, militar, político y periodista tradicionalista español, dirigente de la facción del carlismo conocida como carloctavismo.

## Biografía
Nació en Vivero (Lugo) en 1890, hijo de Jesús de Cora y Cora, teniente coronel del cuerpo jurídico de la Armada, y de Elisa Lira Montenegro. Estudió Derecho en la Universidad Central y fue secretario de la Juventud Carlista de Madrid, destacando ya como orador en las veladas tradicionalistas. Más tarde dirigió en Lugo el diario La Voz de la Verdad, en el que hizo una campaña en pro del cooperativismo agrario. También fue corresponsal en esta ciudad del periódico católico El Ideal Gallego y fundador del Sindicato Católico Obrero.

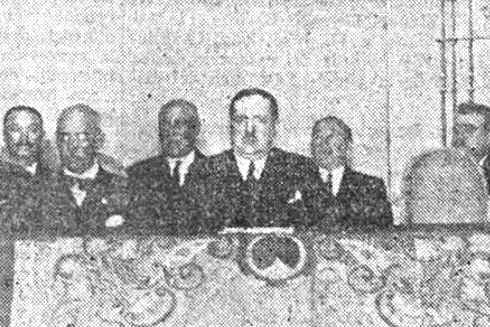
Jesús de Cora y Lira (centro)

Tomó posesión del cargo de fiscal municipal de Lugo en 1915. En las elecciones generales de 1918 se presentó como candidato regionalista para diputado a Cortes por la circunscripción de Lugo, pero no resultó elegido. Entró en el Cuerpo Jurídico de la Armada y fue secretario de la Asesoría Jurídica del Ministerio de Marina, y posteriormente fiscal de la Escuadra y Auditor del Departamento del Ferrol y de la Jurisdicción Central.
En 1930 era juez municipal del distrito del Hospicio de Madrid.
Ese año fundó en la capital el Secretariado de Galicia y comenzó como redactor del periódico El Cruzado Español. Por su lealtad al caudillo carlista Don Jaime, había sido nombrado caballero de la Orden de la Legitimidad Proscrita. En 1931 fue nombrado jefe provincial en Madrid de la Comunión Tradicionalista.
Debido a su negativa a aceptar que la sucesión de la dinastía carlista pudiera recaer en la rama alfonsina y a su actitud de rebeldía, en 1932 fueron expulsados del partido los redactores de El Cruzado Español, que se autotitularon el Núcleo de la Lealtad. Jesús de Cora y Lira publicó el folleto Estudios jurídicos, históricos y políticos. El futuro Caudillo de la Tradición española, en el que sostenía que el sucesor de don Alfonso Carlos debía ser adicto al programa político y religioso y político de la Comunión Tradicionalista, afirmando que aunque en el Reglamento de Felipe V se preferían las líneas varoniles, las femeninas no quedaban totalmente excluidas, por lo que los derechos a la corona de España recaían en el hijo de Blanca de Borbón y Borbón-Parma, hija de Carlos VII, último monarca reinante según los carlistas.
Tras anunciar su candidatura a las elecciones generales de 1933, fue vetada su presencia en la coalición Unión de Derechas y Agrarios de Lugo, por lo que optó por retirar su candidatura. Tras la sublevación del 18 de julio de 1936, se reintegró en la Comunión Tradicionalista, pero se separó de nuevo de la regencia de Javier de Borbón-Parma en 1943, siendo jefe del carloctavismo, cuya estructura organizativa sería denominada Comunión Carlista o Comunión Católico-Monárquica.
En 1942 fue nombrado consejero togado del Consejo Supremo de Justicia Militar. Fue ascendido a coronel y posteriormente a general auditor del Cuerpo Jurídico Militar de la Armada. En 1947 le fue concedida la Gran Cruz de la Orden del Mérito Militar.
Participó en el Primer Congreso de Estudios Tradicionalistas celebrado en 1964 en Madrid por el Centro de Estudios Históricos y Políticos General Zumalacárregui, que fue una de las bases del libro ¿Qué es el Carlismo?. En 1969 falleció en su localidad natal, en la que residía desde su retiro. Fue hermano mayor honorario de la Cofradía del Santísimo Cristo de la Piedad de Vivero.

## Obras
- Estudios jurídicos, históricos y políticos. El futuro Caudillo de la Tradición española (1932)[20]
- Carlos VIII. Monarca tradicionalista. Pensamiento religioso e ideario político y social del actual representante de la Dinastía Legítima española. Su visión de los grandes problemas de nuestra Patria (1953)[21]

### Artículos
- Benditas sean (1916) en El Progreso